# Cose della vita
Cose della vita è una canzone cantata da Eros Ramazzotti e scritta insieme a Piero Cassano (compositore della musica) e Adelio Cogliati (coautore del testo) pubblicata il 4 aprile 1993. È tratta dall'album del cantante romano Tutte storie.
Nel dicembre 1997 viene pubblicata una nuova versione di Cose della vita, chiamata Can't stop thinking of you (Non posso smettere di pensarti), cantata in duetto con la cantante statunitense Tina Turner per promuovere la raccolta Eros.
In questa nuova versione, il singolo ottiene un ottimo riscontro di pubblico in diversi paesi europei. Soprattutto in Germania e nei Paesi Bassi (quarta posizione), Francia (sesta posizione), Svizzera (settima posizione), Vallonia in Belgio (ottava posizione) e Austria (decima posizione), il singolo riesce ad entrare nella top 10 delle rispettive classifiche e a vendere un totale di oltre un milione di copie.

## Video musicale
Il videoclip di Cose della vita, prodotto da Marco Balich e Lee Davis per la Clip Television, è stato diretto da Spike Lee – che appare anche in un cameo nei panni di un fotografo – e girato a New York; più precisamente nel distretto di Brooklyn, con varie riprese presso il parco divertimenti Deno's Wonder Wheel nella penisola di Coney Island.

## Tracce

### Versione originale
7" Single
1. Cose della vita
2. Non c'è più fantasia

CD-Maxi
1. Cose della vita (Album Version)
2. Non c'è più fantasia
3. Seguimi

### Duetto con Tina Turner
CD-Single
1. Cose della vita - Can't stop thinking of you (Eros Ramazzotti e Tina Turner)
2. Taxi Story (Eros Ramazzotti)

CD-Maxi
1. Cose della vita - Can't stop thinking of you (Eros Ramazzotti e Tina Turner)
2. Taxi Story (Eros Ramazzotti)
3. Un grosso no (Eros Ramazzotti)

## Formazione (versione 1993)
- Eros Ramazzotti – voce
- Neil Stubenhaus - basso
- Steve Ferrone - batteria
- Phil Palmer - chitarra
- Celso Valli - tastiere

## Formazione (versione 1997)
- Eros Ramazzotti - voce
- Tina Turner - voce
- Neil Stubenhaus - basso
- Vinnie Colaiuta - batteria
- Michael Landau - chitarra
- Celso Valli - tastiere, organo Hammond
- Alex Brown - cori
- Jim Gilstrap - cori
- Lynn Davis - cori
- Phillip Ingram - cori

## Classifiche

### Classifiche settimanali (Versione italiana)
| Classifica (1993-94) | Posizione massima |
| -------------------- | ----------------- |
| Austria              | 15                |
| Belgio               | 1                 |
| Cile                 | 4                 |
| El Salvador          | 1                 |
| Francia              | 14                |
| Italia               | 4                 |
| Islanda              | 9                 |
| Paesi Bassi          | 5                 |
| Perù                 | 6                 |
| Spagna               | 3                 |
| Svezia               | 15                |
| Svizzera             | 7                 |
| Uruguay              | 1                 |

### Classifiche di fine anno
| Classifica (1993) | Posizione |
| ----------------- | --------- |
| Belgio (Fiandre)  | 8         |
| Europa            | 59        |
| Germania          | 89        |
| Islanda           | 92        |
| Italia            | 41        |
| Svizzera          | 9         |

### Classifiche settimanali (Versione inglese)
| Classifica (1997-98) | Posizione massima |
| -------------------- | ----------------- |
| Austria              | 10                |
| Belgio (Fiandre)     | 21                |
| Belgio (Vallonia)    | 8                 |
| Europa               | 6                 |
| Francia              | 6                 |
| Germania             | 4                 |
| Norvegia             | 4                 |
| Paesi Bassi          | 4                 |
| Spagna               | 6                 |
| Svezia               | 37                |
| Svizzera             | 7                 |
| Ungheria             | 9                 |

### Classifiche di fine anno
| Classifica (1998) | Posizione |
| ----------------- | --------- |
| Belgio (Vallonia) | 51        |
| Europa            | 32        |
| Francia           | 37        |
| Germania          | 20        |
| Paesi Bassi       | 29        |
| Svizzera          | 23        |